# Gunnar von Proschwitz
Gunnar von Proschwitz (29 juillet 1922 - 5 mars 2005)  est un professeur suédois émérite à l’Université de Göteborg, « ami de la France » et spécialiste du XVIIIe siècle français, de sa littérature et en particulier de Beaumarchais et de Voltaire .